# Hamster Kombat
Hamster Kombat — криптовалютная компьютерная игра в жанре кликера, основанная внутри Telegram на блокчейне TON. Издание The Bell в ходе своего расследования заявило, что за основанием проекта стоят Эдуард Гуринович, Александр Зеленщиков и Александр Пасечник. Проект имеет собственный Telegram-канал, который занимает первое место в мировом рейтинге по количеству подписчиков.
9 июля 2024 года Bybit зарегистрировала валюту от Hamster Kombat с названием HMSTR, тем самым дав возможность владельцам этой валюты начать торговать ею в будущем при полном её листинге.

## История
Hamster Kombat появилась в Telegram 26 марта 2024 года. Игра во многом повторяла механику кликера Notcoin, который вышел в январе 2024 года и к моменту выхода Hamster Kombat уже успел провести листинг, благодаря чему пользователи смогли вывести монет в новый токен NOT, а затем, через конвертацию в TON в любые криптовалюты.
По данным журналистов The Bell создателями Hamster Kombat являются Эдуард Гуринович, Александр Зеленщиков и Александр Пасечник. Кроме того, бенефициаром проекта считается и сам Telegram. Инсайдеры утверждают, что трафик в Hamster Kombat превосходит аудиторию Яндекса и ВКонтакте, а добиться эффекта без директивного решения было бы невозможно.
5 июля торговая марка Hamster Kombat была зарегистрирована Роспатентом, автором заявки был указан Эдуард Гуринович.
Если в Notcoin от игрока требовалось кликать по диску, выбивая цифровые монетки, то в Hamster Kombat есть некое подобие сюжета. Игрок примеряет на себя роль создателя криптобиржи, покупая карточки-усилители прибыли, игрок одновременно знакомится с азами работы на крипторынке.
Популярность Hamster Kombat была обусловлена несколькими факторами. Успех предшественника заставил аудиторию поверить в возможность вывода виртуальных монет в криптокошельки. Интерфейс игры стал более интересным и дружелюбным к пользователям, которые были далеки от мира криптовалют. Кроме того, проект отмечал Павел Дуров, один из авторов технологии TON. К концу апреля 2024 года аудитория Hamster Kombat достигла 35 млн пользователей. 31 июля 2024 года Telegram выпустил обновление, после которого в мини-приложениях стало официально видно количество пользователей: в Hamster Kombat это число составило более 155,5 млн.

## Геймплей
В основе механики игры — кликер для получения виртуальной валюты, но в отличие от Notcoin существуют несколько способов получения валюты: самый простой — это «кликанье» хомяка, расположенного в центре экрана, второй — выполнение различных заданий, которые предлагает игра, от стандартных подписок на рекламодателей, до сбора ежедневных кодов и шифров. Третий способ — это открытие бонусных карт, которые при открытии обеспечивают пассивную генерацию внутриигровой валюты. Сам объём виртуальных средств влияет и на уровень самой биржи, а переход на новый уровень меняет и внешний облик хомяка, делая его более респектабельным. Также предусмотрены бонусы за приглашение других игроков по реферальным ссылкам — сумма вознаграждения зависит от статуса аккаунта.

## Листинг
В июле 2024 года состоялся прелистинг будущего токена HMSTR, а соответствующий код впервые появился на криптобирже Bybit. Первой сделкой на Bybit стала продажа 28 тыс. токенов почти за $1,5 тыс., 100 тыс. HMSTR были проданы почти за $6 тыс. Максимальная цена составила $238 всего за одну монету.
17 июля 2024 года в своих социальных сетях создатели проекта призвали игроков привязать свои TON-кошельки к Airdrop и приготовиться к листингу. Вместе с этим было объявлено о том, что торги HMSTR будут проведены на ещё одной площадке — CoinDCX.
28 августа 2024 года разработчики объявили, что листинг, AirDrop и мероприятия по генерации токенов (TGE) пройдут 26 сентября 2024 года. 30 августа 2024 года информацию о листинге подтвердила криптобиржа OKX, разместив обратный отсчёт и пообещав бонусные активации для стимулирования сообщества.
Листинг токена состоялся 26 сентября 2024 года. После листинга на Binance криптовалюта Hamster Kombat (HMSTR) взлетела в цене на 40 % в первую минуту торгов, достигнув $0,0141. Однако этот рост был недолгим, и цена быстро скорректировалась, торговавшись чуть выше стоимости на пре-маркете в размере $0,011. Спустя десять минут после начала торгов котировки опустились до $0,009. Менее чем за месяц курс токена обвалился еще на 60 % до $0,004.

## Критика
Основная критика проекта от экспертов рынка началась после опубликованных цифр прелистинга. Старший аналитик ресурса Bestchange Никита Зуборев заявил, что по формуле расчёта стоимости HMSTR, которую представили разработчики с привязкой к аудитории бота, владельцы валют смогут заработать порядка нескольких миллионов рублей.
Основатель сервиса BitOK Дмитрий Мачихин заявил, что заработать на HMSTR смогут только его разработчики и небольшое количество первых игроков.
Криптоэксперты, вспоминая механику листинга Notcoin, прогнозируют, что на выходе в токен счета игроков «похудеют» в сотни и тысячи раз.
18 июля 2024 года Глава комитета Госдумы РФ по финансовому рынку Анатолий Аксаков выступил с инициативой о запрете игры на территории РФ, заявив, что игра манипулирует доверчивыми игроками, рассчитывающими на лёгкий заработок.
Ряд представителей иностранных государств видел в данной игре «средство информационного влияния и слежки», а иранский контр-адмирал Хабиболла Сайяри заявил, что Запад использует Hamster Kombat как оружие против правительства Ирана в рамках «мягкой войны», используемое для отвлечения населения страны от предстоящих выборов.
После листинга эксперты[уточнить] выделили руководство Hamster Kombat как основных выгодополучателей, а низкий курс токена связали с отказом руководства делиться с пользователями деньгами, полученными от рекламодателей.

## В массовой культуре
Hamster Kombat стал частью массовой культуры в 2024 году. К июлю 2024 года аудитория бота составила больше 250 миллионов пользователей. У проекта миллионные аккаунты в социальных сетях YouTube, X (ранее Twitter), Instagram. Вирусным стало выражение «тапать хомяка», которое отсылает к механике игры, но не является корректным, так как в отличие от Notcoin механика Hamster Kombat минимально завязана на «клике хомяка». Большая часть генерации монет проходит в автоматическом режиме с функцией Multitap.